# ژان دوکله
ژان دوکله (فرانسوی: Jan Decleir‎؛ زادهٔ ۱۹۴۶) یک هنرپیشه اهل بلژیک است.
از فیلم‌ها یا برنامه‌های تلویزیونی که وی در آن نقش داشته است می‌توان به آنتونیا، شخصیت، عینک آفتابی، خوشبختی کس دیگر، بوسه، بارون‌ها و به درازای شب اشاره کرد.